# Herbert (dessinateur)
Pour les articles homonymes, voir Herbert.
Herbert Geldhof dit Herbert, né le 13 janvier 1929 à Wasmes (province de Hainaut) et mort en 2007 à Bruxelles (région de Bruxelles-Capitale), est un dessinateur de bande dessinée et sculpteur belge.

## Biographie
Herbert Geldhof naît le 13 janvier 1929 à Wasmes . 
Diplômé de dessin technique à l'Académie des beaux-arts de Tournai, il commence sa carrière professionnelle comme dessinateur technique à Lille et lors des trajets allers-retours en train, il rencontre sa future épouse : Claire Mahieu qui exerce la profession de secrétaire de direction. En 1951, ils partent ensemble en Afrique, où il vit et travaille comme dessinateur technique pour le compte de la firme lilloise et en faveur du Comité Spécial du Katanga (CSK) jusqu'en 1956.
Lorsqu'il revient en Belgique, il installe un atelier au 39 rue d'Albanie à Saint-Gilles (Région de Bruxelles-Capitale), il y peint des portraits et animaux d'après nature, à l'huile, à l'aquarelle ou encore à la gouache. Puis, il travaille pour l'agence World Press de Georges Troisfontaines. Sa signature apparaît dans Spirou en 1959 avec plusieurs Belles Histoires de l'Oncle Paul sur des scénarios d'Octave Joly, il y restera jusqu'en 1970.
De 1960 à 1961, il publie 7 récits complets et dont le premier René Caillié, vainqueur de la cité interdite sur scénario d'Yvan Delporte dans Bonux Boy, une publication publicitaire pour la poudre à lessiver Bonux, crée par Benoît Gillain, le fils de Jijé. Parallèlement en 1960, il dessine le premier récit intitulé Safari vers Dialo d'une série de Jean-Michel Charlier Simba Lee, suivi d'un second et dernier récit La Réserve de Karapata en 1961. Les albums sont publiés tardivement chez Fordis en 2019.
Il écrit et illustre différentes rubriques rédactionnelles pour le journal Tintin en 1961. À partir de 1962, il suit des cours de sculpture et de modelage à l'Académie d'Ixelles chez Maurice Jansegers (1903-1989) et il commence une nouvelle série Diégo, jeune espagnol humaniste qui assiste à la conquête de l’Empire inca par les conquistadors au début du XVIe siècle avec Charles Jadoul comme scénariste sur le récit à suivre Le Pays des quatre vents et publié tardivement aux éditions de l'Âge d'or en 2005. En 1963, s'ensuivra Les Assiégés de Matchu-Pitchu, dernier long épisode de cette série.
En 1964, Dupuis envoie le dessinateur Herbert chez Jijé (1914-1980). Ils vont animer deux épisodes d’une série africaine le Docteur Gladstone, toujours accompagné de son assistant George, scénarisée par le même Jadoul. Le premier épisode qui démêle des intrigues en Afrique noire portera le nom de la série et sera publié dans Spirou de juillet à septembre 1964, le deuxième épisode, Zone Interdite, paraissant de novembre 1964 à février 1965. La série lui permettant de mettre en exergue sa connaissance de l'Afrique, en 1965, il continuera cette série en solitaire pour quatre autres récits : Refus d'assistance (1965), Barrage sur le Lupopo (1966), La Nuit des cynocéphales (1968) et finalement La Citadelle en 1970. Seul l'épisode Zone Interdite est publié en album au tirage limité aux Éditions Jonas en 1980.
Il abandonne la bande dessinée déçu par le manque de succès en 1970 pour se consacrer à la peinture
 et à la sculpture,.
Herbert Geldhof réalise de nombreuses sculptures, figuratives et animalières principalement des animaux en plâtre, terre cuite, bronze dont un lion, rapace, hippopotame, singe, ours, faucon, oiseau. Il sculpte également en pierre en utilisant la technique de taille directe — difficile à réaliser ne donnant pas droit à l'erreur — dans l'esprit brut du XXe siècle.
En 1974, il est lauréat du prix de sculpture et du Parcours d'artiste de Saint-Gilles avec un Canard, exécuté en pierre blanche.
Il réalise une médaille pour les descendants du curé J.B. Maldague, guillotiné à Paris en 1737, la distribution se fera uniquement parmi ceux-ci.
Comme artiste, il participe à différentes expositions collectives : Groupe d'Art Saint-Gillois (1975) ; à la société royale de Zoologie d'Anvers, salle Reine Élisabeth (1976) ; à la Maison du Peuple d'Eugies (1977) ; à la Galerie Rencontres avenue Louise à Bruxelles (1978-1979) ; Galerie 7 à Mons ; Faune et Flore à Anvers (1980) ; Musée de Wasmes, peintures (1982) ; Musée d'histoire naturelle de Tournai ; Galerie MJT Artiste internationaux, Mons (1984).
Atteint de plusieurs thromboses, il cesse toute activité artistique en 1994.
Ses œuvres sont présentes dans différentes collections privées et musées dont le Musée d'histoire naturelle et Vivarium de Tournai.

## Décès
Herbert Geldhof meurt à Bruxelles en 2007 à une date non précisée.

## Graphisme
L'œuvre d'Herbert est ainsi définie par Henri Filippini : 

« À l’aise lorsqu’il s’agissait de dessiner des animaux et des paysages de brousse, bien qu’inspiré par le grand Jijé, Herbert ne manquait ni de dynamisme ni d’originalité. »

## Œuvres
- Simba Lee (scénario : Jean-Michel Charlier)[16].
- Diégo (scénario : Charles Jadoul)[17],[18].
- Docteur Gladstone (scénario : Charles Jadoul)[19].

### Albums publicitaires

#### Fric-frac à Francorchamps
- Fric-frac à Francorchamps[20], Dargaud Benelux, Bruxelles, 1988
Scénario : Paul Ide - Dessin : Clovis, Herbert - Couleurs : Emmanuelle -  (ISBN 2-87129-050-4),album publicitaire pour Toyota, traduit en néerlandais sous le  titre Flash op Francorchamps (ISBN 90-6793-260-4).

## Réception

### Postérité
Yvan Delporte dresse son portrait en 1960 dans le mini-récit no 15 : 

« Herbert dessinateur moustachu. D'un caractère doux et commode. il adore recevoir les critiques de personnes autorisées. Ça lui fait circuler le sang. Et parfois, ça fait circuler le mobilier. »

#### Livres
: document utilisé comme source pour la rédaction de cet article.
- Yvan Delporte, Mini-récit Spirou no 15 - Encyclopédie Spirou - Tome 1, Marcinelle, Dupuis, 28 avril 1960, 36 p. (lire en ligne), p. 27, 34
- Jean Van Hamme, Introduction à la bande dessinée belge, Bruxelles, Bibliothèque royale de Belgique, 1968, 80 p., ill. ; 26 cm (lire en ligne), p. 25[catalogue] publié à l'occasion de l'exposition La bande dessinée en Belgique, Bibliothèque Albert Ier, [Bruxelles], du 29 juin au 25 août 1968.
- Jacques Fiérain, « Herbert », dans La BD à Bruxelles et en Brabant, Charleroi, Éd. l'Âge d'or, avril 2003, 144 p., ill. ; 31 cm (ISBN 9782960119664 et 2960119665, OCLC 470388171, présentation en ligne), p. 72.
- Henri Filippini, « Herbert », dans Dictionnaire de la bande dessinée, Paris, Bordas, 2005, 912 p., ill. ; 27 cm (ISBN 9782047299708 et 2047299705, OCLC 1009545288, présentation en ligne), p. 784. .
- Philippe Mellot, Michel Denni, Laurent Turpin et Isabelle Morzadec, Trésors de la bande dessinée : BDM 2021-2022 - Catalogue encyclopédique et Argus, Paris, Les Arènes, novembre 2020, 22e éd., 1700 p., ill. ; 23 cm (ISBN 9791037502582, OCLC 1240308146, présentation en ligne), p. 341, 849, 1033, 1331.
- François Deneyer, Joseph Gillain, une vie de bohème, Bruxelles, Musée Jijé, 16 novembre 2020, 439 p., ill. ; 31 cm (ISBN 978-2-9601892-1-6, OCLC 1226681973, BNF 41482288, présentation en ligne), p. 292, 308, 320, 321.
- Jessica Kohn, Dessiner des petits mickeys : Une histoire sociale de la bande dessinée en France et en Belgique (1945-1968), Paris, Éditions de la Sorbonne, 26 mai 2022, 318 p., ill. ; 24 cm (ISBN 9791035107970, OCLC 1331516747, présentation en ligne).

#### Périodiques
- Louis Cance, « Remember Herbert », Hop !, Aurillac, AEMEGBD, no 122,‎ 1er juin 2009, p. 58 (ISSN 0768-9357)
- Le Collectionneur de bandes dessinées no 81 de 1996.

#### Articles
- Gilles Ratier, « « Michel et Thierry » par Arthur Piroton et Charles Jadoul », BDzoom,‎ 4 septembre 2012 (lire en ligne, consulté le 14 juillet 2022)
- Henri Filippini, « « Simba Lee » : Charlier cuvée Spirou 1960… », BDzoom,‎ 23 avril 2019 (lire en ligne, consulté le 14 juillet 2022)
- Stéphane Pignolet, « Herbert Geldhof - Biographie », artaplaza.com,‎ février 2017 (lire en ligne, consulté le 13 novembre 2022).